# Anochetus pupulatus
Anochetus pupulatus är en myrart som beskrevs av Brown 1978. Anochetus pupulatus ingår i släktet Anochetus och familjen myror. Inga underarter finns listade i Catalogue of Life.